# Det absoluta

Symbolen för oändlighet.

Det absoluta är ett filosofiskt namn på något som i religiösa termer kallas för Gud, men som också kan tillämpas på något annat som anses vara alltings ursprung eller som alltid har funnits.
Det absoluta kan beskrivas på många olika sätt beroende på världsbild:
- det enda verkliga
- den grund som allt annat vilar på (nu)
- det som allt kommer ifrån
- det som finns utan att behöva något annat
- det som alltid har funnits
- det högsta väsendet (Gud)